# Aruncus gombalanus
Aruncus gombalanus är en rosväxtart som beskrevs av Hand.-mazz.. Aruncus gombalanus ingår i släktet plymspireor, och familjen rosväxter. Inga underarter finns listade i Catalogue of Life.